# تامایوری-هیمه
تامایوری-هیمه (به ژاپنی: 玉依毘売命 Tamayori-hime)؛ یک الهه (ایزدبانو) در اساطیر ژاپن است. تامایوری-هیمه دختر خدای اژدهای دریایی واتاتسومی و خواهر کوچکتر تویوتاما-هیمه است.